# Little Dewchurch
Little Dewchurch est une paroisse civile et un village du Herefordshire, en Angleterre.